# Jaël Malli

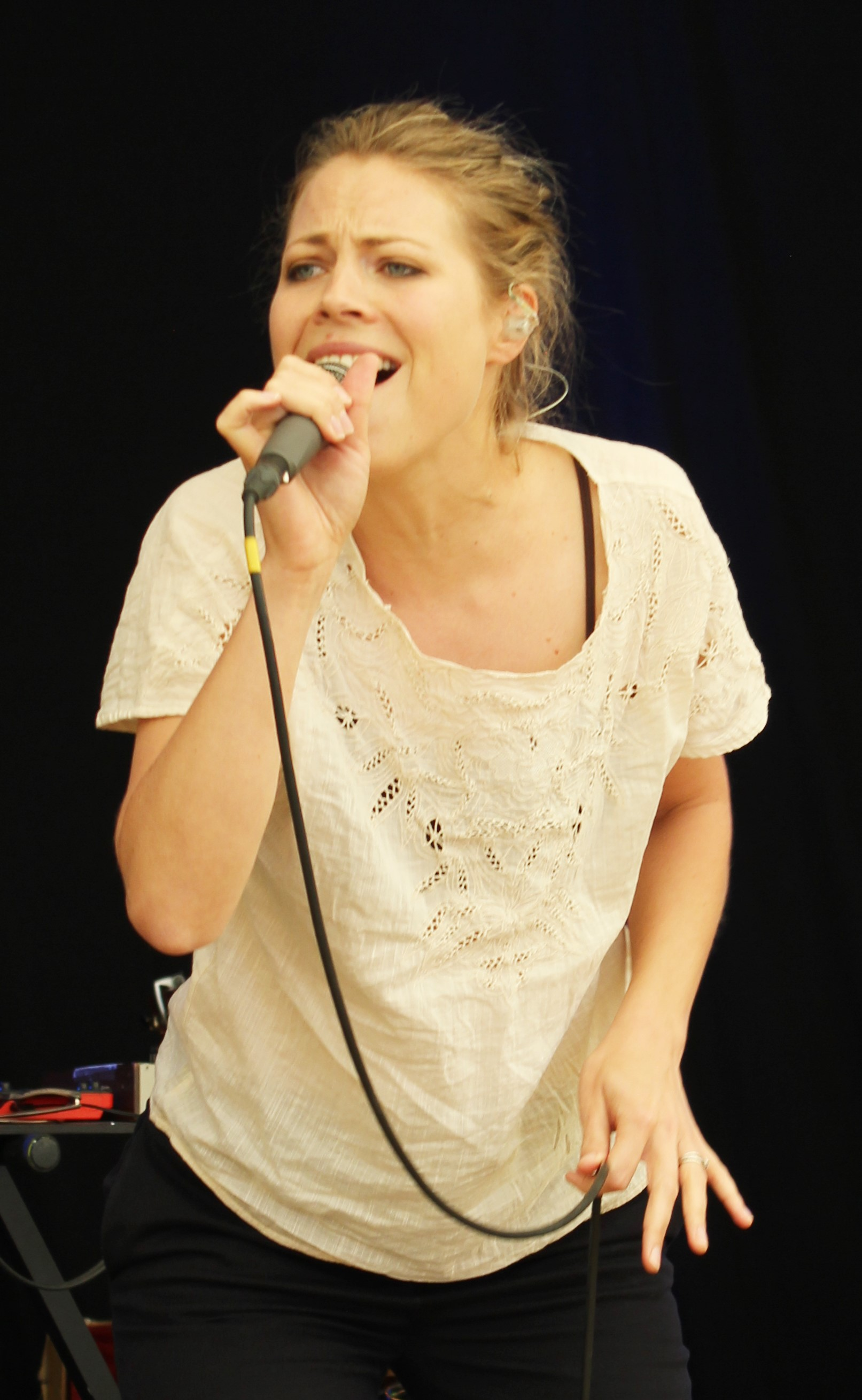
Jaël (2016)

Jaël Malli (* 19. August 1979 in Bern als Rahel Krebs) ist eine Schweizer Musikerin.
Von 1998 bis 2013 war sie die Leadsängerin der Band Lunik. Zusammen mit Lunik-Mitglied Luk Zimmermann bildete sie auch das Duo MiNa. Daneben war sie auch als Songwriterin in verschiedenen Kollaborationen tätig. Nach der Bandauflösung sowohl von Lunik als auch von MiNa begann Jaël die Arbeit an ihrem ersten Soloalbum Shuffle the Cards. Dieses wurde in London von Eliot James produziert und aufgenommen.

## Leben
Rahel Krebs kam als Tochter von Vera und René Krebs auf die Welt; sie hat einen älteren Bruder namens Cuno. Ihr Rufname «Jaël» entstand bereits in ihrer frühen Kindheit, als sie das «R» ihres eigentlichen Vornamens als «J» aussprach. Als «Jaël» trat sie später als Sängerin auf und liess auch ihren offiziellen Vornamen in Jaël ändern. Am 1. Juli 2012 gab Jaël über ihre Facebook-Seite bekannt, dass sie ihren Partner Roger geheiratet habe und ihren Mädchennamen fortan nicht mehr benutzen werde. Am liebsten sei sie schlicht «Jaël» – wenn man denn einen Nachnamen aufschreiben wolle, dann fortan bitte den Pseudonym-Nachnamen «Malli».
Seitdem tritt sie als Sängerin unter ihrem Vornamen «Jaël» auf und nutzt «Jaël Malli» als Schauspielerin und öffentliche Person. Ende 2017 wurde Jaël zum ersten Mal Mutter.
Die Liebe zur Musik entwickelte Jaël bereits in ihrer Kindheit; sie sang und spielte Gitarre. Im Alter von 13 Jahren stiess sie zu einer Schülerband, die bekannte Hits nachsang und an einem alljährlichen Schülerband-Konzert teilnahm. Nach einem solchen Konzert im Jahr 1994 wurden Mitglieder der Berner Band MaSH auf sie aufmerksam und nahmen sie in ihre Band auf. Zusammen traten sie auf verschiedenen Konzerten auf und veröffentlichten die CD «MASH» (DFP-Music/BMG). In den Jahren 1997 und 1998 schloss sich Jaël verschiedenen Bands an, mit denen sie diverse Konzerte spielte (u. a. als Backgroundsängerin der Neuenburger Reggae-Band «The Moonraisers», der Berner Funk-Band «Ineffect» und der Mundart-Hip-Hop-Gruppe «The Hobbitz»).
Im Herbst 1998 stiess Jaël zur Band Lunik, in der sie bis zur Auflösung der Band 2013 als Leadsängerin, Co-Produzentin und Komponistin tätig war. Lunik war in der Schweiz über Jahre erfolgreich, erreichte mit mehreren CDs Gold- oder Platinstatus und hatte zahlreiche Hits in den Charts oder Radiocharts.
2004 veröffentlichte Jaël zusammen mit DJ Tatana die Single «Always On My Mind», die auf Platz 6 der Schweizer Hitparade einstieg. Im gleichen Jahr wurde sie von einer Schweizer Pressejury unter die «100 wichtigsten Schweizer» gewählt.
Im Jahr 2007 gründete Jaël zusammen mit Lunik-Mitglied Luk Zimmermann das Duo MiNa, in dem sie für Gesang, Komposition, Texte und für die Produktion zuständig war. Das im Herbst 2007 veröffentlichte MiNa-Album «Playground Princess» stieg auf Platz 6 der Schweizer Hitparade ein; es folgte eine Tournee durch die Schweiz und als Vorgruppe von Minor Majority durch den Süden von Norwegen.
Die kanadische Band Delerium arbeitete mit Jaël bereits an mehreren Liedern. «After All» vom Album «Chimera» (2003) erreichte im Svensson and Gielen Remix Platz 1 der Dance Charts in England und auch mit den Songs «Lost And Found» vom Album «Nuages Du Monde» (2006) und «Light Your Light» vom Album «Music Box Opera» (2012) sowie jüngst mit «Keep On Dreaming» vom Album «Mythologie» (2016) konnte Jaël international Fans in der elektronischen Musikszene für sich gewinnen. 2008 folgte mit «Tired» auf dem Album «Sehnsucht» eine Zusammenarbeit mit dem deutschen Musikprojekt Schiller, das Jaël im selben Jahr auch auf der Deutschland-Tour begleitete. Live sang sie dort ein weiteres Lied namens «I need you», das sie ebenfalls zusammen mit Christopher von Deylen schrieb.

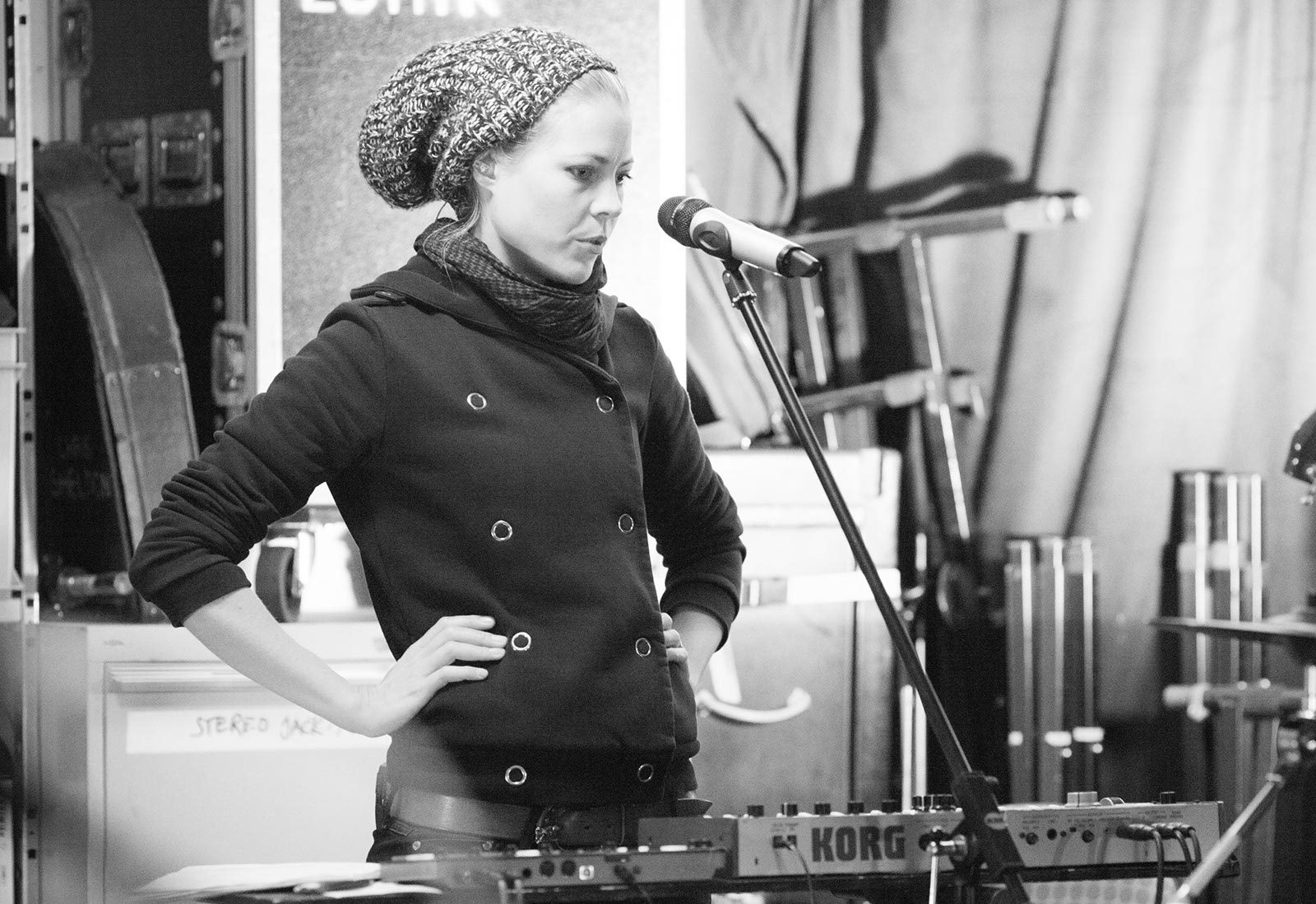
Studio-Session für Shuffle the Cards (2015)

Am 23. Oktober 2015 veröffentlichte Jaël ihr Soloalbum «Shuffle the Cards». Es stieg auf Platz 2 der Schweizer Hitparade ein und wurde nur von einem Tributealbum für Polo Hofer übertroffen, an dem sie ebenfalls beteiligt war. Am 19. Februar 2016 veröffentlichte Jaël eine Deluxe-Version mit Remixes, Akustikversionen und Live-Aufnahmen von «Shuffle the Cards». Insgesamt enthält die Deluxe-Version 34 Songs.
Im Oktober 2016 erschien zudem die CD «Acoustic», die mehrere Songs von Jaël, aber auch von MiNa und Lunik in akustischen Trioversionen enthält.
Am 27. Oktober 2017 erschien «Orkestra», eine Live-CD, die im Juni desselben Jahres an einem Konzert von Jaël mit dem litauischen Kammerorchester Klaipėdos kamerinis orkestras aufgenommen wurde. Diese CD, die auch als limitierte Vinyl erschien, enthält Lieder aus den letzten 20 Jahren von Jaëls Karriere. Das reicht von Kollaborationen mit Schiller, Delerium, Mich Gerber, DJ Tatana über MiNa- und Luniksongs bis hin zu Jaëls Solo-Songs, allesamt in neuen orchestrierten Versionen ausschliesslich Gesang, Klavier und Orchester.
Am 27. September 2019 erschien ihr neues Album «Nothing to Hide» mit ausschliesslich neuen Stücken. Am 1. Januar 2021 ein weiteres Album mit Orchester namens «Sinfonia», das zu mehr als der Hälfte aus neu aufgenommenen Songs des letzten Albums, einigen neuen Stücken und weiteren Neubearbeitungen aus dem bisherigen Schaffen der Künstlerin besteht. Beide Alben wurden durch Crowdfunding-Massnahmen unterstützt und neben CD und Streaming auch limitiert als Schallplatte produziert.
2021 nahm sie an der zweiten Staffel Sing meinen Song – Das Schweizer Tauschkonzert teil. Ebenfalls 2021 erschien eine CD mit Liedern für Kinder, insbesondere hochsensible, namens «Sensibeli» mit Texten in Berndeutsch, das Anfang 2023 auch in Deutschland mit hochdeutschen Texten als «Sensibelchen» erschien. Die Musik wurde von Jaël dabei mit ihrem früheren Lunik-Kollegen Adi Amstutz komponiert.
2023 erschien mit «Midlife» ein weiteres Album als 2-CD und 2-LP jeweils mit Bonusstücken über das eigentliche Album hinaus angereichert.
2024 erschien eine weitere Aufarbeitung bisheriger Titel unter dem Namen «Ensemble», eingespielt live mit ihrem Trio und dem fünfköpfigen Ensemble Paul Klee.

## Diskografie

### Alben
(nur Solo-Karriere)
- 2015: Shuffle the Cards
- 2016: Shuffle the Cards (Deluxe)
- 2016: Acoustic
- 2017: Orkestra
- 2019: Nothing to Hide
- 2021: Sinfonia
- 2021: Sensibeli
- 2023: Midlife
- 2024: Ensemble

### Singles
- 1999: Rumour (Lunik)
- 1999: Otherside (Lunik)
- 2001: Static (Lunik)
- 2001: Waiting (Lunik)
- 2002: Mastermind (Lunik)
- 2003: The Most Beautiful Song (Lunik)
- 2003: Through Your Eyes (Lunik)
- 2003: Weather (Lunik)
- 2003: After All (Delerium feat. Jaël)
- 2004: Always on My Mind (DJ Tatana feat. Jaël)
- 2007: Little Bit (Lunik)
- 2007: Life Is All Around You (Lunik)
- 2007: Preparing to Leave (Lunik)
- 2007: Lost and Found (Delerium feat. Jaël)
- 2007: Complete (MiNa)
- 2008: Living in Between (MiNa feat. Pål Angelskår)
- 2008: What It Means To You (MiNa)
- 2008: Tired (Schiller (Musikprojekt) feat. Jaël)
- 2008: People Hurt People (Lunik)
- 2008: How Could I Tell You (Lunik)
- 2008: Comment te dire (Lunik feat. Carlos Leal)
- 2009: Meet Me in the Rosegarden (Gus MacGregor feat. Jaël)
- 2010: See Yourself (Gus MacGregor feat. Jaël)
- 2010: The House (Gus MacGregor feat. Jaël)
- 2010: What Is Next (Lunik)
- 2011: Little Fly in a Spiderweb (Lunik)
- 2012: Light Your Light (Delerium feat. Jaël)
- 2013: Rainy Day (Lunik)
- 2014: Ensemble (Migros-Ensemble)
- 2015: Easy Life (Tobtok Remix) (Jaël feat. James Walsh)

## Filmografie

### Fernsehen
- 2014: Unser Kind (SRF, Regie: Luki Frieden)